# Rainer Froese

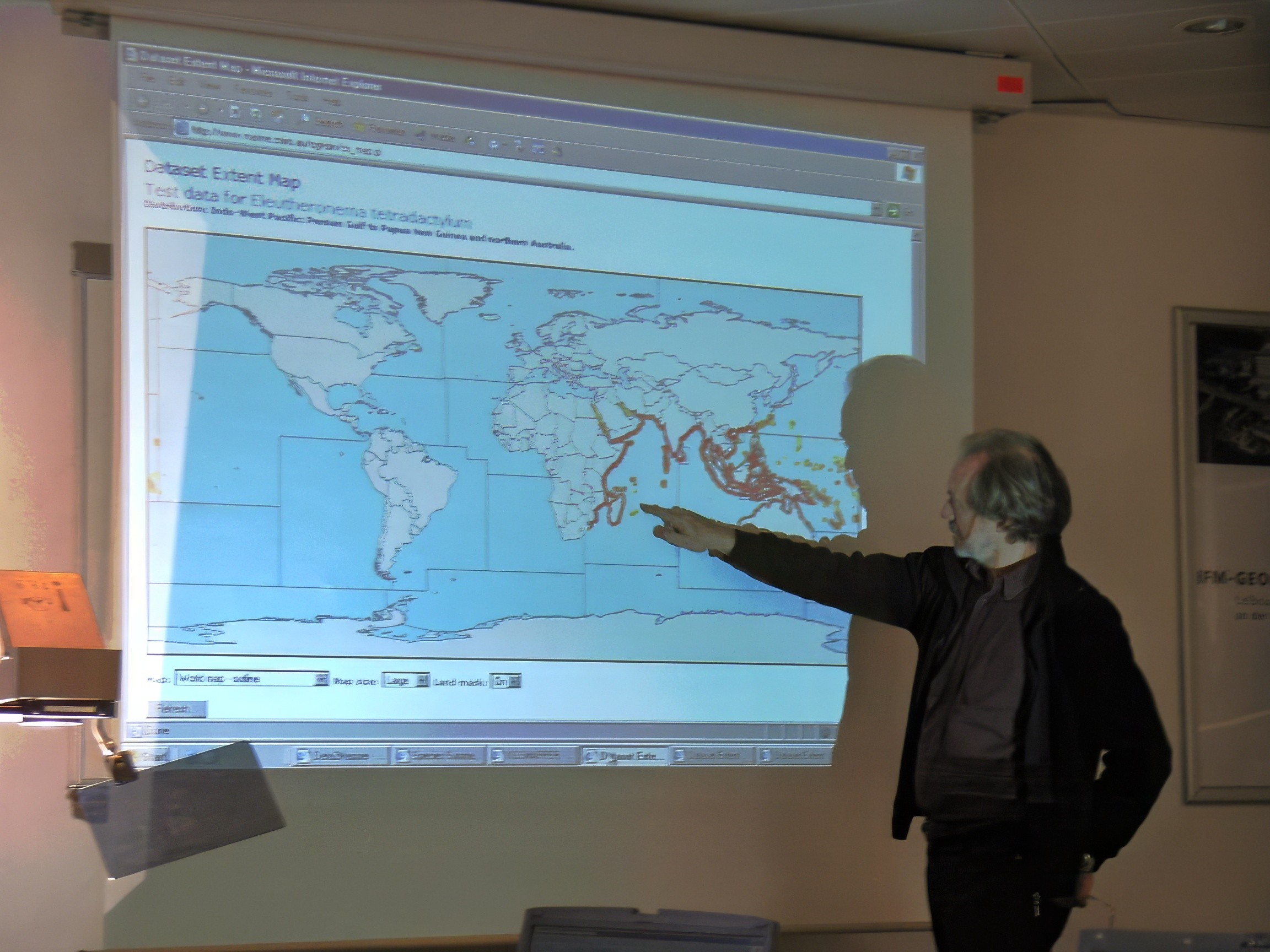
Rainer Froese, 2021

Rainer Froese (* 25. August 1950 in Wismar, Deutsche Demokratische Republik) ist ein deutscher Meeresbiologe. Er ist leitender Wissenschaftler am Helmholtz-Zentrum für Ozeanforschung Kiel (GEOMAR), ehemals Leibniz-Institut für Meereswissenschaften (IFM-GEOMAR) und Mitglied des Pew Fellows Program in Marine Conservation der Non-Profit-Organisation The Pew Charitable Trusts.

## Leben
1975 machte Froese den Abschluss zum Diplomingenieur für Seeverkehr und den nautischen Führerschein (AG) zum Steuern von Schiffen aller Art auf allen Weltmeeren, an der Hochschule für Angewandte Wissenschaften, Hamburg. 1985 erwarb er einen Master of Science in Biologie an der Christian-Albrechts-Universität zu Kiel und 1990 einen Ph.D. in Biologie an der Universität Hamburg. 2005 habilitierte er sich mit der Schrift Life-history strategies of recent fishes: a meta-analysis zum Professor an der Christian-Albrechts-Universität zu Kiel.
Zu Beginn seiner Karriere arbeitete er am Institut für Meereswissenschaften (IFM in Kiel) an computergestützten Identifikationssystemen und den Lebensstrategien von Fischlarven. Seine aktuellen Forschungsinteressen umfassen Fischinformationssysteme, marine Biodiversität, die biogeographische Kartierung von Arten und die Populationsdynamik von Fischereien und großen marinen Ökosystemen.
Froese ist vor allem für seine Arbeit bei der Entwicklung und Pflege der FishBase-Datenbank bekannt, einem großen und weit verbreiteten Online-Informationssystem über Fische.  Von 1990 bis 2000 leitete er die Entwicklung von FishBase am International Center for Living Aquatic Resources Management (ICLARM) in Manila. Seit 2000 koordiniert er das große internationale Konsortium, das für die Verwaltung von FishBase verantwortlich ist. Die durchsuchbare Datenbank enthält 36.000 Fischarten und die Website wird jeden Monat über 700.000 Mal aufgerufen.  Er ist auch Koordinator von AquaMaps, das computergenerierte globale Verbreitungskarten für marine Arten erstellt sowie wissenschaftlicher Berater von SeaLifeBase, einer Erweiterung von FishBase für andere aquatische Organismen als Fische.
Froese ist Autor oder Co-Autor von über 100 wissenschaftlichen Publikationen. 1998 verfasste er zusammen mit Daniel Pauly und anderen eine bedeutende Abhandlung mit dem Titel Fishing down marine food webs. Die Abhandlung untersuchte die Folgen der bevorzugten Befischung großer Raubfische gegenüber kleineren Futterfischen. Infolgedessen hat die Fischereiindustrie „das Nahrungsnetz heruntergefischt“, und das mittlere Trophieniveau in den Ozeanen hat sich zunehmend verringert. In einem Brief an die Zeitschrift Nature aus dem Jahr 2011, erklärte er, dass „die europäische gemeinsame Fischereipolitik sich immer wieder über wissenschaftliche Empfehlungen hinwegsetzt und die Fischbestände an den Rand des Zusammenbruchs treibt. Ohne massive Subventionen wäre die europäische Fischerei bankrott: Die Kosten für die Jagd auf die wenigen verbliebenen Fische würden die Einnahmen aus dem Verkauf des Fangs übersteigen.“